# Aon 센터 (시카고)
Aon 센터(Aon Center)는 미국 일리노이주 시카고의 초고층 빌딩이다. 에드워드 듀럴 스톤이 디자인을 하였으며, 1970년에 착공하여 1972년에 완성되었다. 건물의 총 높이는 346.3m로, 83층이다. 윌리스 타워 및 트럼프 인터내셔널 호텔 앤 타워에 이어 시카고에서 세 번째로 높은 초고층 빌딩이다. 예전에는 아모코 빌딩(Amoco Building), 스탠더드 오일 빌딩(Standard Oil Building)이라고 불리었다.

## 같이 보기
- 미국의 마천루 목록